# Liernolles
Liernolles ist eine französische Gemeinde mit 199 Einwohnern (Stand: 1. Januar 2022) im Département Allier in der Region Auvergne-Rhône-Alpes; sie gehört zum Arrondissement Vichy und zum Kanton Moulins-2.

## Geografie
Liernolles liegt etwa 35 Kilometer südöstlich von Moulins und etwa 30 Kilometer nordöstlich von Vichy. Umgeben wird Liernolles von den Nachbargemeinden Saligny-sur-Roudon im Norden, Monétay-sur-Loire im Nordosten, Saint-Didier-en-Donjon im Osten, Le Donjon im Süden, Montcombroux-les-Mines im Südwesten sowie Saint-Léon im Westen.

## Bevölkerungsentwicklung
| Jahr                       | 1962 | 1968 | 1975 | 1982 | 1990 | 1999 | 2006 | 2013 | 2019 |
| Einwohner                  | 516  | 507  | 416  | 367  | 309  | 282  | 258  | 211  | 211  |
| Quellen: Cassini und INSEE |      |      |      |      |      |      |      |      |      |

## Sehenswürdigkeiten
Siehe auch: Liste der Monuments historiques in Liernolles
- Festung La Forêt de Viry  aus dem 14./15. Jahrhundert, Monument historique seit 1956

## Persönlichkeiten
- Marc Antoine Baudot (1765–1837), Arzt und Politiker